# Янкы, Семиха
Семиха Янкы (тур. Semiha Yankı; 15 января 1958, Стамбул, Турция) — турецкая певица, актриса и телеведущая, первая представительница своей страны на конкурсе песни «Евровидение».

## Биография

### Детство
Семиха Янкы родилась 15 января 1958 года в Стамбуле. Её семья увлекалась цирковой акробатикой, однако в раннем детстве Янкы потеряла старшего брата, когда тот упал с трапеции и погиб.
В 13 лет выступала в местных тавернах и казино.

### Музыкальная карьера
В 1974 году начала свою музыкальную карьеру, выпустив композицию «Benim Dünyam».
В 1975 году стала победительницей турецкого национального отбора на конкурс «Евровидение-1975». Выступление на самом конкурсе с песней «Seninle Bir Dakika» прошло неудачно: с результатом в 3 балла песня заняла последнее место. Примечательно, что Янкы стала первой представительницей Турции на конкурсе песни «Евровидение».
В 1977 году стала лауреатом премии иностранным исполнителям болгарских эстрадных песен на конкурсе «Золотой Орфей».
В 2000-х и 2010-х годах успешно принимала участие в программах «Desti izdivaç» и «Ben Burdan Atlarım».

## Личная жизнь
В 1983 году Семиха Янкы вышла замуж за Омера Хашхаша, после чего через год у них родилась дочь Тебессум. В 1986 году брак был расторгнут.

## Дискография

### Альбомы
- 1981 — Gönül Oyunu[8]
- 1987 — Büyük Aşkımız
- 1989 — Adını Yollara Yazdım
- 1990 — Ben Sana Mecburum
- 1991 — Sevgi Üstüne
- 1995 — Hayırlı Olsun
- 1997 — Ayrılanlar İçin
- 2004 — Seni Seviyorum

### Синглы
- 1974 — «Benim Dünyam»/«Sende Bizdensin»[8]
- 1974 — «Boşverdim»/«İnim İnim İnledim»
- 1975 — «Mutlu Olmak İstiyorsan»/«Seninle Bir Dakika»
- 1976 — «Kara Sevda»/«Yanıyorum»
- 1976 — «Kurtarma Beni»/«Tatlı Cadı»
- 1976 — «Sizden Biriyim»/«Yaz Deftere»
- 1978 — «Böcecik»/«Sıcak Sımsıcaksın»

### Видеоклипы
- «Seninle Bir Dakika»
- «Artistlik Yapma»

## Фильмография
- 1961 — Güneş Doğmasın
- 1976 — Hammal